# Psapharochrus barrerai
Psapharochrus barrerai là một loài bọ cánh cứng trong họ Cerambycidae.